# Cezary Cieślukowski
Cezary Cieślukowski (ur. 22 lutego 1962 w Suwałkach) – polski polityk, samorządowiec i menedżer. W latach 1992–1997 wojewoda suwalski, członek zarządu województwa podlaskiego (2011–2013), w 2015 podsekretarz stanu w Ministerstwie Zdrowia, od 2024 przewodniczący Sejmiku Województwa Podlaskiego.

## Życiorys
Ukończył studia ekonomiczne w Szkole Głównej Planowania i Statystyki. Pracował jako komisarz miasta Sejny, następnie zajmował stanowisko dyrektora biura sejmiku samorządowego. W okresie 1992–1997 sprawował urząd wojewody suwalskiego.
Po odejściu z administracji rządowej zajął się prowadzeniem działalności gospodarczej jako prezes zarządu spółki akcyjnej Wigry-Projekt. Objął funkcję przewodniczącego Konwentu Euroregionu Niemen, a także wiceprezesa Podlaskiego Związku Piłki Nożnej.
Należał do Unii Wolności, a w 2001 został działaczem w Platformie Obywatelskiej, kierując jej lokalnymi strukturami w Suwałkach. W 1998 uzyskał mandat radnego Sejmiku Województwa Podlaskiego, sprawował go także w dwóch kolejnych kadencjach. Z listy PO bezskutecznie kandydował do Sejmu w 2001 i do Parlamentu Europejskiego w 2004. W 2007 bez powodzenia ubiegał się o reelekcję do sejmiku w przedterminowych wyborach, jednak w 2010 ponownie uzyskał mandat. W 2011 powołano go na członka zarządu województwa, funkcję tę pełnił do 2013. We wrześniu 2014, po nieumieszczeniu go ponownie na liście PO do sejmiku, wystąpił z tej partii i związał się z Polskim Stronnictwem Ludowym. W tym samym roku z ramienia PSL uzyskał reelekcję w wyborach wojewódzkich. W lutym 2015 został nominowany przez premier Ewę Kopacz na stanowisko podsekretarza stanu w Ministerstwie Zdrowia. W październiku 2015 wystartował w wyborach parlamentarnych do Sejmu z listy PSL, a w listopadzie tegoż roku został odwołany z funkcji wiceministra. W 2018 ponownie wybrany na radnego sejmiku. W grudniu 2018 objął funkcję wiceprzewodniczącego sejmiku, z której został odwołany w lutym 2019. W tym samym roku bezskutecznie kandydował z ramienia PSL do Sejmu. W lutym 2021 ponownie został wiceprzewodniczącym sejmiku. W wyborach w 2023 ubiegał się o mandat senatora z listy koalicyjnej Trzeciej Drogi.
W 2024 utrzymał mandat radnego województwa na kolejną kadencję, a w maju tegoż roku wybrano go na przewodniczącego sejmiku.

## Odznaczenia
W 2010 otrzymał Srebrną Odznaką „Zasłużony dla Ochrony Przeciwpożarowej”.